# Salah Noureddine Djenane
Salah Noureddine Djenane dit Sennara, né le 8 septembre 1958 à Ouled Moussa et mort le 22 octobre 2010, est un judoka algérien.

## Carrière
Salah Noureddine Djenane évolue dans la catégorie des moins de 95 kg. Il est médaillé d'argent par équipes aux Championnats d'Afrique de judo 1983 à Dakar.
Il est par la suite entraîneur et directeur technique des équipes nationales de judo dans les années 1990, entraîneur de l'équipe de la Sûreté nationale et inspecteur de la jeunesse et des sports.